# Semiothisa consepta
Semiothisa consepta là một loài bướm đêm trong họ Geometridae.